# Pierre Dhostel
Pour les articles homonymes, voir Pierre Bellemare.
Pierre Bellemare Junior, dit Pierre Dhostel, est un animateur français de télévision né le 2 juin 1952. Il est le fils de Pierre Bellemare.

## Biographie
Après le baccalauréat, il entame des études de droit, mais les abandonne et devient reporter dans Il y a sûrement quelque chose à faire, sur Europe 1. De 1988 jusqu’en 2023, il est célèbre pour avoir présenter notamment le télé-achat dans M6 Boutique quotidiennement. De douze collaborateurs à l'origine, l'émission emploie en 2008 près de trois cent cinquante personnes.
En 2004, il présentait sur M6 Gloire et Fortune : La Grande Imposture.

## Émissions de télévision
- 1982 à 1983 : Flash 3 : le magazine de la photo[3]
- De 1988 à 2023 : M6 Boutique, W9 boutique et 6ter boutique, émissions de télé-achat avec Julie (jusqu'en 1994) et Valérie Pascale (de 1994 jusqu’au 2023) diffusée sur RTL-TVI sous le nom de La Boutique.
- 2000 à 2002 : Signe de Vie sur RTL-TVI non diffusée sur M6.
- 2004 : Gloire et Fortune : La Grande Imposture sur M6.